# FC Admira Wacker Mödling
FC Admira Wacker Mödling, hay Flyeralarm Admira vì lý do tài trợ  hay đơn giản Admira, là một câu lạc bộ bóng đá có trụ sở ở Mödling, Áo. Ban đầu câu lạc bộ được thành lập năm 1905 với tên gọi SK Admira Wien nằm ở thủ đô nước Áo. Sau khi hợp nhất với SC Wacker Wien năm 1971, với VfB Mödling năm 1997 và với SK Schwadorf năm 2008 nên có tên gọi hiện tại.
Câu lạc bộ thăng hạng Giải vô địch quốc gia Áo từ mùa giải mùa giải 2011–12 khi kết thúc First League 2010–11 với vị trí thứ 3 ngay trong mùa giải thi đấu đầu tiên.

## Danh hiệu
- Giải vô địch quốc gia Áo: 9

Admira Vienna (8): 1926–27, 1927–28, 1931–32, 1933–34, 1935–36, 1936–37, 1938–39, 1965–66
Wacker Vienna: 1946–47
- Cúp bóng đá Áo: 6

Admira Vienna (5): 1927–28, 1931–32, 1933–34, 1963–64, 1965–66
Wacker Vienna: 1946–47
- Siêu cúp bóng đá Áo: 1

Admira / Wacker Vienna: 1989
- Vào chung kết Cúp Mitropa: 2

Admira Vienna (1): 1934
Wacker Vienna (1): 1951

## Thành tích tại đấu trường châu Âu
| Mùa giải | Giải đấu                  | Vòng | Câu lạc bộ            | Sân nhà | Sân khách | Tổng tỉ số |
| -------- | ------------------------- | ---- | --------------------- | ------- | --------- | ---------- |
| 1964–65  | European Cup Winners' Cup | 1R   | Legia Warsaw          | 1–3     | 0–1       | 1–4        |
| 1966–67  | European Cup              | 1R   | Vojvodina             | 0–1     | 0–0       | 0–1        |
| 1973–74  | UEFA Cup                  | 1R   | Internazionale        | 1–0     | 1–2       | 2–2        |
| 1973–74  | UEFA Cup                  | 2R   | Fortuna Düsseldorf    | 2–1     | 0–3       | 2–4        |
| 1982–83  | UEFA Cup                  | 1R   | Bohemians Praha       | 1–2     | 0–5       | 1–7        |
| 1987–88  | UEFA Cup                  | 1R   | TPS Turku             | 0–2     | 1–0       | 1–2        |
| 1989–90  | European Cup Winners' Cup | 1R   | AEL Limassol          | 3–0     | 0–1       | 3–1        |
| 1989–90  | European Cup Winners' Cup | 2R   | Ferencváros           | 1–0     | 1–0       | 2–0        |
| 1989–90  | European Cup Winners' Cup | QF   | Anderlecht            | 1–1     | 0–2       | 1–3        |
| 1990–91  | UEFA Cup                  | 1R   | Velje BK              | 3–0     | 1–0       | 4–0        |
| 1990–91  | UEFA Cup                  | 2R   | FC Luzern             | 1–1     | 1–0       | 2–1        |
| 1990–91  | UEFA Cup                  | 3R   | Bologna               | 3–0     | 0–3       | 3–3        |
| 1992–93  | European Cup Winners' Cup | 1R   | Cardiff City          | 2–0     | 1–1       | 3–2        |
| 1992–93  | European Cup Winners' Cup | 2R   | Royal Antwerp         | 2–4     | 4–3       | 6–7        |
| 1993–94  | UEFA Cup                  | 1R   | Dnipro Dnipropetrovsk | 2–3     | 0–1       | 2–4        |
| 1994–95  | UEFA Cup                  | 1R   | Górnik Zabrze         | 5–2     | 1–1       | 6–3        |
| 1994–95  | UEFA Cup                  | 2R   | Cannes                | 1–1     | 4–2       | 5–3        |
| 1994–95  | UEFA Cup                  | 3R   | Juventus              | 1–3     | 1–2       | 2–5        |
| 2012–13  | UEFA Europa League        | 2Q   | Žalgiris Vilnius      | 5–1     | 1–1       | 6–2        |
| 2012–13  | UEFA Europa League        | 3Q   | Sparta Prague         | 0–2     | 2–2       | 2–4        |
| 2016–17  | UEFA Europa League        | 1Q   | Spartak Myjava        | 1–1     | 3–2       | 4–3        |
| 2016–17  | UEFA Europa League        | 2Q   | Kapaz                 | 1–0     | 2–0       | 3–0        |
| 2016–17  | UEFA Europa League        | 3Q   | Slovan Liberec        | 1–2     | 0–2       | 1–4        |
| 2018–19  | UEFA Europa League        | 2Q   | CSKA Sofia            | 1–3     | 0–3       | 1–6        |

Ghi chú
1. ↑  Admira lost on a penalty shootout 5–6.
2. ↑  The tie went to extra time.

## Cầu thủ

### Đội hình hiện tại
Tính đến 30 tháng 1 năm 2022
Ghi chú: Quốc kỳ chỉ đội tuyển quốc gia được xác định rõ trong điều lệ tư cách FIFA. Các cầu thủ có thể giữ hơn một quốc tịch ngoài FIFA.
| Số | VT | Quốc gia     | Cầu thủ                                |
| -- | -- | ------------ | -------------------------------------- |
| 1  | TM | Áo           | Andreas Leitner                        |
| 3  | HV | Áo           | Philipp Schmiedl (mượn từ SønderjyskE) |
| 4  | HV | Áo           | Sebastian Bauer                        |
| 7  | TV | Áo           | Dominik Starkl                         |
| 8  | TV | Áo           | Roman Kerschbaum                       |
| 9  | TĐ | Áo           | Marlon Mustapha (mượn từ Mainz 05)     |
| 10 | TV | Israel       | Ilay Elmkies (mượn từ Hoffenheim)      |
| 11 | TĐ | Israel       | Joseph Ganda                           |
| 12 | TV | Áo           | Lukas Malicsek                         |
| 13 | TM | Áo           | Osman Hadžikić                         |
| 15 | HV | Áo           | Stephan Zwierschitz                    |
| 18 | TV | Cộng hòa Séc | Jan Vodháněl                           |
| 19 | TV | Áo           | Wilhelm Vorsager                       |

| Số | VT | Quốc gia | Cầu thủ            |
| -- | -- | -------- | ------------------ |
| 22 | TV | Áo       | Filip Ristanić     |
| 23 | HV | Đức      | Yannick Brugger    |
| 25 | TV | Áo       | Thomas Ebner       |
| 29 | TĐ | Bulgaria | Vladimir Nikolov   |
| 30 | TM | Áo       | Belmin Jenčiragić  |
| 31 | HV | Brasil   | Luan               |
| 37 | HV | Áo       | Leonardo Lukačević |
| 39 | TV | Áo       | Onurhan Babuscu    |
| 74 | TĐ | Áo       | Angelo Gattermayer |
| 77 | HV | Hungary  | Sámuel Major       |
| 84 | HV | Đức      | Matthias Ostrzolek |
| 86 | TĐ | Serbia   | Stefano Surdanovic |

### Cầu thủ cũ
- Peter Wurz
- Nicolae Lupescu
- Marcel Sabitzer

## Huấn luyện viên
- Hans Pesser (1 tháng 7 năm 1960 – 30 tháng 6 năm 1967)
- Karl Schlechta (1971)
- Ernst Ocwirk (1 tháng 7 năm 1971 – 30 tháng 6 năm 1973)
- Rudolf Matuschka (18 tháng 5 năm 1975 – 30 tháng 6 năm 1975)
- Helmut Senekowitsch (1 tháng 7 năm 1975 – 14 tháng 5 năm 1976)
- Rudolf Matuschka (16 tháng 5 năm 1976 – 30 tháng 6 năm 1976)
- Franz Pelikan (1976)
- Rudolf Matuschka (tháng 1 năm 1977 – tháng 6 năm 1977)
- Stefan Jasiolek /  Franz Pelikan (tháng 7 năm 1977 – Dec 77)
- Antoni Brzeżańczyk (1978)
- Rudolf Illovszky (1 tháng 7 năm 1978 – 19 tháng 5 năm 1979)
- Felix Latzke (23 tháng 5 năm 1979 – 30 tháng 4 năm 1983)
- Ernst Dokupil (5 tháng 5 năm 1983 – 16 tháng 8 năm 1986)
- August Starek (1 tháng 7 năm 1986 – 13 tháng 3 năm 1988)
- Wilhelm Kreuz (14 tháng 3 năm 1988 – 30 tháng 6 năm 1988)
- Ernst Weber (1 tháng 7 năm 1988 – 30 tháng 6 năm 1990)
- Thomas Parits (1 tháng 7 năm 1990 – 11 tháng 5 năm 1991)
- Sigfried Held (11 tháng 5 năm 1991 – 30 tháng 6 năm 1993)
- Dietmar Constantini (1 tháng 7 năm 1993 – 31 tháng 5 năm 1995)
- Walter Knaller (1 tháng 7 năm 1995 – 30 tháng 6 năm 1996)
- Kurt Garger (1 tháng 7 năm 1996 – 30 tháng 6 năm 1997)
- Wolfgang Kienast (1 tháng 7 năm 1997 – 30 tháng 8 năm 1997)
- Milan Miklavič (ngày 1 tháng 9 năm 1997 – 30 tháng 6 năm 1998)
- Hannes Weninger (1 tháng 7 năm 1998 – 22 tháng 4 năm 1999)
- Ilija Sormaz (interim) (24 tháng 4 năm 1999 – 26 tháng 4 năm 1999)
- Milan Miklavič (26 tháng 4 năm 1999 – 26 tháng 8 năm 2000)
- Hans Krankl (6 tháng 9 năm 2000 – 31 tháng 12 năm 2001)
- Walter Knaller (1 tháng 1 năm 2002 – 22 tháng 10 năm 2002)
- Johann Krejcirik (interim) (25 tháng 10 năm 2002 – 9 tháng 12 năm 2002)
- Alfred Tatar (10 tháng 12 năm 2002 – ngày 11 tháng 5 năm 2003)
- Rashid Rakhimov (10 tháng 12 năm 2002 – ngày 11 tháng 5 năm 2004)
- Bernd Krauss (ngày 11 tháng 5 năm 2004 – 22 tháng 9 năm 2004)
- Dominik Thalhammer (23 tháng 9 năm 2004 – 16 tháng 8 năm 2005)
- Robert Pflug (17 tháng 8 năm 2005 – 16 tháng 2 năm 2006)
- Ernst Baumeister (16 tháng 2 năm 2006 – 23 tháng 12 năm 2007)
- Attila Sekerlioglu (23 tháng 12 năm 2007 – 18 tháng 4 năm 2008)
- Ernst Baumeister (2008)
- Heinz Peischl (1 tháng 7 năm 2008 – 8 tháng 8 năm 2008)
- Walter Schachner (9 tháng 8 năm 2008 – 26 tháng 4 năm 2010)
- Dietmar Kühbauer (26 tháng 4 năm 2010 – 11 tháng 6 năm 2013)
- Toni Polster (17 tháng 6 năm 2013 – 10 tháng 8 năm 2013)
- Oliver Lederer (10 tháng 8 năm 2013 – 19 tháng 9 năm 2013)
- Walter Knaller (19 tháng 9 năm 2013 – 6 tháng 4 năm 2015)
- Oliver Lederer (6 tháng 4 năm 2015 – 30 tháng 6 năm 2015)[4]
- Ernst Baumeister (1 tháng 7 năm 2015 – 30 tháng 6 năm 2016)
- Oliver Lederer (1 tháng 7 năm 2016 – 3 tháng 1 năm 2017)
- Damir Burić (3 tháng 1 năm 2017 – 9 tháng 9 năm 2017)
- Ernst Baumeister (9 tháng 9 năm 2017 –  28 tháng 10 năm 2018)
- Reiner Geyer (29 tháng 10 năm 2018 – 2 tháng 9 năm 2019)
- Klaus Schmidt (2 tháng 9 năm 2019 – 23 tháng 2 năm 2020)
- Zvonimir Soldo (25 tháng 2 năm 2020 – 13 tháng 9 năm 2020)
- Patrick Helmes (interim) (13 tháng 9 năm 2020 – 22 tháng 9 năm 2020)
- Damir Burić (22 tháng 9 năm 2020 – 26 tháng 4 năm 2021)
- Klaus Schmidt (26 tháng 4 năm 2021 – 30 tháng 6 năm 2021)
- Andi Herzog (1 tháng 7 năm 2021 – nay)